# Wheatland (Montana)
Wheatland – jednostka osadnicza w Stanach Zjednoczonych, w stanie Montana, w hrabstwie Broadwater.